# Torre di Cividate Camuno
La Torre medioevale di Cividate Camuno (o Torre Federici) è un edificio che sorge al centro dell'abitato attorno al quale si è sviluppato il centro storico del paese.

## Storia
La sua realizzazione risale al XII secolo, e doveva essere un edificio con meno aperture e più feritoie rispetto all'attuale.
Nel corso del XIV secolo subisce un crollo che la dimezza verticalmente, e la ricostruzione alla fine dello stesso secolo, è opera della famiglia Federici risale al 1390, come riportato dalla data sul portale sud in pietra simona.

## Architettura
L'interno è costituito di sette livelli di cui uno interrato, e solo il piano terra è coperto da una volta a botte, mentre gli altri piani hanno impalcati in legno.
Al complesso vanno associati altri elementi che facevano parte del recinto fortificato che la attorniava. All'inizio del novecento era stata ipotizzata la sua trasformazione in museo archeologico.